# Breucs
Els breucs (en llatí breuci, en grec antic Βρευκοῖ) eren un poble de la baixa Pannònia, segons diuen Estrabó i Claudi Ptolemeu. Aquest poble tenia com a cap a Bató, i l'any 6 va sublevar-se contra els romans. El governador de Mèsia, Aulus Cecina Sever, va marxar contra ells ràpidament i els va derrotar després d'una dura batalla on van morir moltes de les seves tropes, però va haver de tornar a Mèsia on es produïen incursions dels dacis i dels sàrmates.